# Ingmāra Balode
Ingmāra Balode (ur. 29 stycznia 1981 w Auce) – łotewska poetka, pisarka i tłumaczka.

## Życiorys
Ingmāra Balode urodziła się 29 stycznia 1981 r. w Auce. Ukończyła Łotewską Akademię Kultury. W latach 2006–2011 była redaktorką w portalu internetowym „Satori”, od 2012 r. jest redaktorką „Mansards”. Publikuje wiersze od końca lat 90. W 2005 r. przetłumaczyła powieść Neila Gaimana Neverwhere oraz książkę Hanny Krall Zdążyć przed Panem Bogiem. Pierwszy tom poezji Ledenes, ar kurām var sagriezt mēli wydała w 2007 r. Otrzymała za nią łotewską Literacką Nagrodę Roku. W 2010 roku została nagrodzona przez magazyn literacki „Latvju Teksti” za tłumaczenie wierszy polskiego poety Adama Zagajewskiego i skompilowanie ich w książce Svešā skaistumā (W cudzym pięknie). W 2012 r. ukazał się drugi tom wierszy alba. Za ten tom również otrzymała Literacką Nagrodę Roku. Wiersze Balode zostały przetłumaczone na angielski, litewski, ukraiński, polski, czeski i włoski. Tłumaczy fikcję głównie z języka polskiego i angielskiego, ale także autorów czeskich, słowackich i rosyjskich.
Balode uczestniczyła w międzynarodowych wydarzeniach literackich, konwencjach dla tłumaczy oraz w ważnych wydarzeniach twórczych, takich jak Międzynarodowy Festiwal Poezji w Pradze. Jest członkiem Łotewskiego Związku Pisarzy. W 2020 r. ukazało się tłumaczenie książki Mariana Orłonia Ostatnia przygoda detektywa Noska w ramach Programu Translatorskiego ©Poland.
W 2018 została odznaczona Srebrnym Krzyżem Zasługi.

## Wybrane działa

### Poezja
- Ledenes, ar kurām var sagriezt mēli, 2007
- alba, 2012

### Tłumaczenia
- Neil Gaiman, Nekadiene (org. Neverwhere), 2005
- Hanna Krall, Paspēt brīdi pirms Dieva, (org. Zdążyć przed Panem Bogiem), 2005
- Dorota Masłowska, Poļu-krievu karš zem sarkani baltā karoga, (org. Wojna polsko-ruska pod flagą biało-czerwoną), 2007
- Mikołaj Łoziński, Reisefieber, 2008
- Adam Zagajewski, Svešā skaistumā (org. W cudzym pięknie), 2009
- Mikołaj Łoziński, Grāmata (org. Książka), 2014
- E.E. Cummings, Pavasara virpulis, 2017
- Jarosław Iwaszkiewicz, Vilkumuižas jaunkundzes (org. Panny z Wilka), 2019
- Marian Orłoń, Detektīva Snīpja pēdējā dēka (org. Ostatnia przygoda detektywa Noska)